# Мовчадь
Мовчадь (біл Моучадзь) — річка в Білорусі, у Барановицькому й Дятловському районах Берестейської й Гродненської областях. Ліва притока Німану (басейн Балтійського моря).

## Опис
Довжина річки 98 км, похил річки — 0,9 м/км, середньорічні витрати води у гирлі — 9 м³/с. Площа басейну водозбору 1140 км².

## Розташування
Бере початок у селі Сітевіни Барановицького району. Річка тече переважно на пінічний захід через Новогрудську височину. Біля села Селець впадажє у річку Німан. На річці розташовані Новосілківська ГЕС та Гегзагалька ГЕС.
Населені пункти вздовж берегової смуги: Новосельня, Міцкевичі, Молчадь, Савцевичі (Берестейська область); Білози, Огородники, Жихи, Дворець, Селівонки, Серафіни, Гезгали (Гродненська облассть).
Притоки: Дятлівка, Прудище, Івязенка (ліві); Промша, Пониква, Ятранка, Своротва (праві).